# Solanum brevifolium
Solanum brevifolium är en potatisväxtart som beskrevs av Michel Félix Dunal. Solanum brevifolium ingår i släktet skattor som ingår i familjen potatisväxter. Inga underarter finns listade i Catalogue of Life.